# 三吉周亮
三吉 周亮（みよし かねすけ、天保12年12月3日（1842年1月14日）- 明治36年（1903年）6月1日）は江戸時代末期の長府藩士（長府藩次席家老）、政治家。明治維新後、宇都宮県参事、新川県参事、鳥取県参事・県令、豊岡県権令などを歴任し地方行政に携わった。幼名は榮之進、内匠、彜太郎。通称は内蔵介。安政2年（1855年）、長府藩第13代藩主の毛利元周より偏諱を受けて周亮と名乗る。官位は従五位。

## 生涯

### 生い立ち
天保12年12月3日（1842年1月14日）に長州藩寄組の益田元固の四男として生まれる。
嘉永5年（1852年）3月に長府藩の三吉造酒（みよし みき、家禄1500石）の養子となる。翌々年の安政元年（1854年）、養父の造酒が事故によって領分の庭田村に隠退（現下関市豊田町）。周亮は10代前半で家督を継ぐが、家禄1500石を200石減禄された。
三吉家は長府藩家老職を代々務め、筆頭家老細川家に次ぐ俸禄1500石の大臣格であり、吉見村（200石）、庭田村（320石）、東長野村（277石）、勝谷村（50石）、鷹ノ子村（203石）に領地を持っていた。名家老三吉内蔵の善政は長く世の語りぐさとなり、たとえば吉見村では毎年恒例の領内の豊作を祝う式に領主を招いて吉見豊作の祝歌を披露してきた。これは今日も宴席で唄われている。
安政6年（1859年）9月、周亮は江戸加判役（江戸家老）として江戸に上り、滞勤中に江川太郎左衛門から砲術、高島秋帆から兵学を学ぶ。

### 幕末期の活動
江戸加判役であった周亮が安政7年3月3日（1860年3月24日）の上巳 (桃の節句) の挨拶のため彦根藩邸へ出仕していた間に桜田門外の変が起こる。毛利氏と主家井伊氏は親戚関係にあったことから周亮は井伊家を見舞い、老中脇坂安宅より彦根藩邸の守衛を命じられる。この時の対応は文久元年（1861年）4月、藩主の毛利元周に認められ、後藤作の「三所物」を賜る。同年9月、国元加判役に任じられ、長州の沿岸警護の任を務める。
文久3年（1863年）3月、かつて養父から家督を継いだ際に減禄された200石が返され、藩主の毛利元周から河内介作の刀を賜る。
元治元年（1864年）の第一次長州征討の折に藩内で幕府恭順派が台頭すると、山口から逃れてきた三条実美ら五卿を功山寺に迎える。この五卿の功山寺入りが後の薩長和解の先鞭となった。同年8月（1864年9月）の下関戦争において、長府の前田砲台が四国艦隊に砲撃され占領を受けるなど、周辺は多大な被害に遭った。前田に所領があった周亮は私財で地域住民の被害を補償した。
下関戦争の講和談判に際し、長州藩主毛利敬親から三吉周亮は本使、副使として高杉晋作が任命された。だが、周亮は本名の三吉内蔵介ではなく宍戸備前と偽って交渉にあたるのを断り、副使の高杉晋作がその備前の養子（宍戸刑部）を名乗って表舞台に登場したという経緯がある。
第一次長州征討のさなか、元治元年12月（1865年1月）に高杉晋作らが功山寺挙兵を起こし、周亮は高杉ら諸隊と志を同じくし、3000両の公金と銃器を渡した。この件は征討の戦後処理の際、高杉など諸隊と関係が深かったとして、元治元年12月26日（1865年1月23日）、周亮は長府藩主毛利元周より切腹を命じられる。翌日、越前藩より小倉へ出頭を命じられ、周亮は元治2年1月1日（1865年1月27日）に本陣において越前藩主松平茂昭（征討副総督）、薩摩藩の西郷隆盛、福岡藩家老の加藤司書らの連席の上、尋問を受ける。西郷、加藤らのとりなしにより切腹の下命は取り消され、松平茂昭より諸隊の鎮撫を命じられた（実際に鎮撫に動くことはなかった)。

この経緯は三吉の日記に述べてある。
「此時西郷発言シテ、如此惣督府、副督府ノ御所置齟齬し而は、獨リ長州家ノミナラス、天下ニ對し、不都合ノ到リ、薩藩ノ如キ副督府参謀ノ職計被命如何ニモ気毒ノ千萬ト考フトノ事、加藤司書御同様にテ尾州　鍬吉等咄合アリ、越前侯へ皆々口上之上、毛受鹿之助より一旦先席へ扣居候様申達引取候」—『三吉周亮履歴并日記中摘要』。
この尋問に先立つ元治元年12月28日（1865年1月25日）に周亮は西郷と会うと、高杉晋作との会談の斡旋を受諾して翌元治2年1月1日（1865年1月27日）に下関にて実現させるなど、薩長和解に努めた。また薩長同盟の締結の際には坂本龍馬と数回にわたり会談し、龍馬の竹島（現在の鬱陵島）開拓計画に賛同するなど長府藩における理解者の一人であった。
慶応2年6月（1866年7月）に長州藩諸隊の一つである報国隊の惣督に就任、第二次長州征討時には小倉口にて同隊を率いて戦い、後にこの功労により130石を加増される。慶応3年7月（1866年8月）には長府藩が購入したイギリス製軍艦「満珠艦（丸）」艦長に就任した。

### 明治維新以降
明治2年（1869年）9月、豊浦藩（旧長府藩）の権大参事に任じられ、75石が加増される。在任中は長州藩諸隊の隊士らの一部が人員削減など冷遇に不満を募らせ起こした反乱（脱隊騒動）や人民一揆の鎮圧に従事した。
その後は宇都宮県参事（明治4年（1871年）11月14日-11月25日） (赴任せず、転任)、新川県参事（明治4年（1871年）12月18日-明治6年（1873年）5月29日）、鳥取県参事・県令（明治6年（1873年）5月29日-明治8年（1875年）7月23日）(明治8年 (1875年) 8月に判事も兼任する)、豊岡県権令（明治8年（1875年）7月23日-明治9年（1876年）8月21日）を歴任するなど明治時代初期の地方行政に携わった。
明治時代中期には山口県会議員（明治21年（1888年）4月-明治24年（1891年）7月）も務めた。

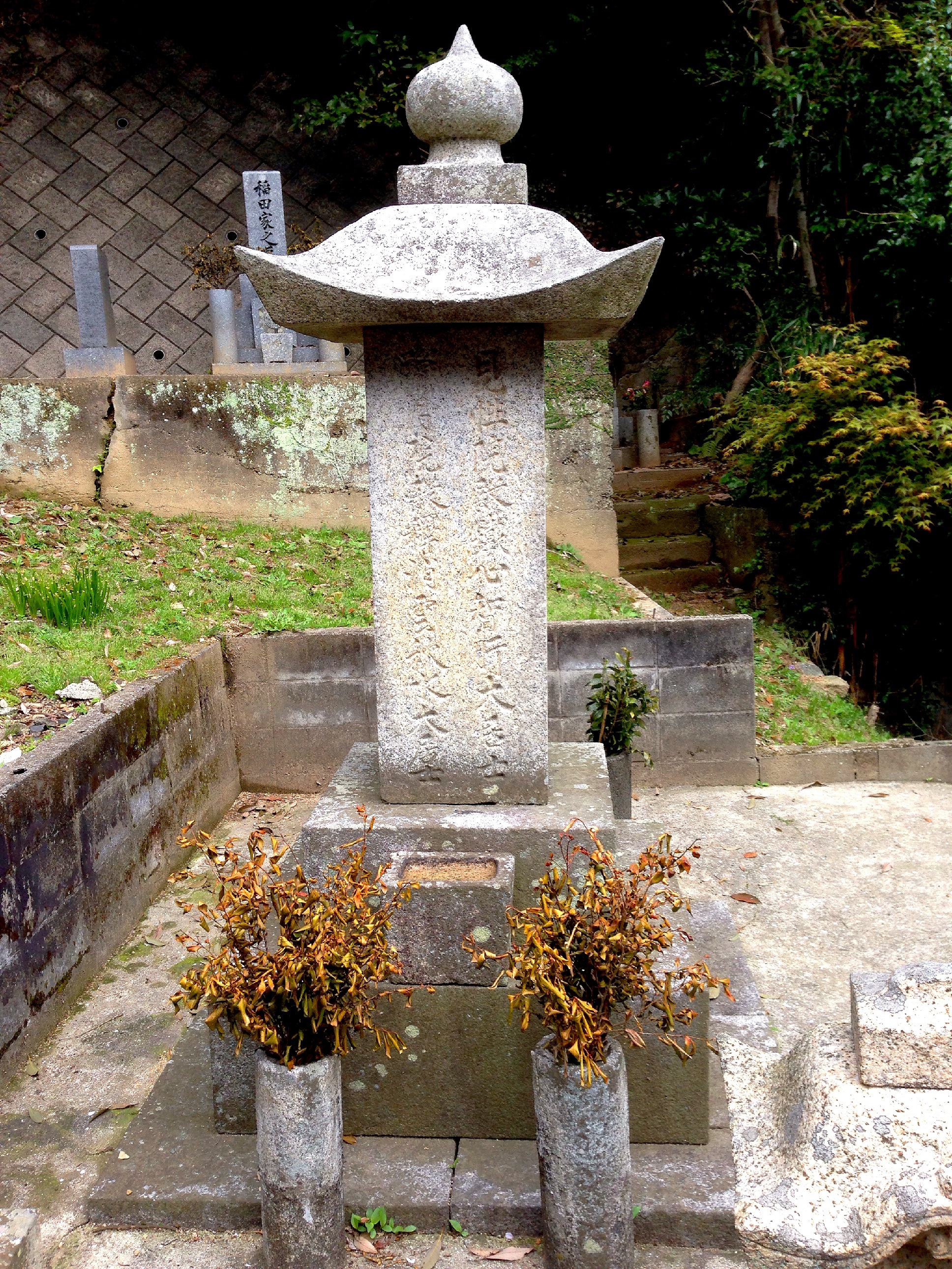
功山寺の三吉周亮の墓

明治36年（1903年）6月1日死去。享年62。墓所は長府毛利家の菩提寺でもある功山寺。戒名は見性院殿鐡心智行大居士、鷺月院殿釋消雲秋水大居士。

## 栄誉・栄典の履歴
- 文久元年（1861年）4月 : 藩主の毛利元周から「後藤作」の三所物を賜る[2]。桜田門外の変の功労に対して。
- 文久3年（1863年）3月 : 藩主の毛利元周から河内介作の刀を賜る[2]。安政元年の相続（1854年）の家督減禄200石復元に際して。

- 明治5年11月1日 (1872年12月1日) :  従六位[4]
- 明治7年(1874年)4月26日 : 正六位[4]
- 明治9年(1876年)1月16日 : 天皇 皇后宮の御写真を賜る[2]
- 鳥取県中学寄付金に付き賞品を賜る[2][15]
- 明治10年(1877年)11月4日 : 特旨を以って 従五位に叙される[4]
- 明治14年(1881年)8月6日 : 豊岡県奉職中、賞として白縮緬1疋を賜る[2]
- 明治14年(1881年)11月28日 : 中学校資金の寄付に付き、木杯を賜る[2]
- 明治23年(1890年)12月6日 : 中学校資金の寄付に付き、木杯を賜る[2]

## 著作
著作の『三吉周亮履歴并日記中摘要』（みよし かねすけ りれき ならびに にっきちゅう てきよう）は下関市立長府博物館の編纂により発行。別題『三吉周亮履歴并日記中摘要（長府藩家老三吉家文書）』。
その他
- 三吉周亮『婚姻又ハ養子養女ノ取組』1875年12月。NCID BB11617353、香川大学図書館収蔵、1丁、甲第3号。目録作成者によるタイトル。（こんいん または ようし ようじょ の とりくみ）
- 三吉周亮『轉宗改式之節不及離檀状之件』宍戸璣 編、1876年。NCID BB11618185、香川大学図書館収蔵、2丁、甲第2号、達書第2号。 目録作成者によるタイトル （てんしゅう かいしき の せっぷ および りだんじょう の けん）

### 注
1. ↑  三吉周張、三吉兼庸、三吉兼倚の別名がある。
2. ↑  『増補 近世防長人名辞典』では「ミヨシ シュウスケ」。
3. ↑  祝い歌「よいやな節」は下関市永田町に伝承。山口県 社会教育・文化財課. “祝い歌ヨイヤナ節（民謡ライブラリー > 民謡概要 > 民謡名称）”. bunkazai.pref.yamaguchi.lg.jp. 文化財・山口県の文化財. 2023年1月3日閲覧。
4. ↑  三所物の優品の例は後藤祐乗作。周亮所領ではないが帝室博物館収蔵品の図版を参照。いずれも男爵川田龍吉寄贈品。「第22 三所物　後藤乘眞（乗真）作」「第23 同 後藤徳乘（徳真）作」「第24 同 後藤廉乘（廉乗）作」『帝室博物館年報』昭和3年1月至昭和3年12月（9巻合冊）、帝室博物館、1929年（昭和4年）、100頁 (128コマ目)。国立国会図書館デジタルコレクション。doi:10.11501/1136894、全国書誌番号:47008783。

## 関連資料
本文の脚注ではないもの。発行年順。
- 小笠原長道『天橋義塾規』[書写者不明]、[書写地不明]、1876年。NCID BC09298679。京都大学附属図書館収蔵、別題『私学開業願』。豊岡県士族が出した「私学開業願」。宛先は同県権参事の大野右仲（周亮の代理）。
- 国立国会図書館参考書誌部 編「4 星亨横浜税関長辞職関係書類 §ニ、添状 一通」『三条家文書目録 1 (書類の部)』国立国会図書館〈憲政資料目録 ; 第9〉、1973年。国立国会図書館内限定、図書館・個人送信の対象外、遠隔複写可。
- 書簡。早稲田大学大学史資料センター 編「1280 三吉 周亮 §1 明治七年三月九日 (大隈重信・木戸孝允宛)」『大隈重信関係文書10 (まつ-よこ)』、みすず書房、2014年、107頁。全国書誌番号:22394307ISBN 978-4-622-08210-1。